# Jüchse
Die Jüchse, im Unterlauf auch Parthe bzw. Parte genannt, ist ein 14,5 km langer, orographisch linker Nebenfluss der Werra im Süden Thüringens.

## Name
Der Name leitet sich vom germanischen *Jukisō mit der Bedeutung '(Stelle) wo es aufwallt' ab.

## Geographie

### Verlauf
Die Jüchse entspringt in Obendorf unmittelbar nördlich der Rhein-Weser-Wasserscheide, nordwestlich des Kleinen Gleichbergs, und verläuft in der Hauptsache nach Nordwesten, bis sie in Obermaßfeld-Grimmenthal von links in die Werra mündet. Dabei passiert sie Exdorf, den Speicher Jüchsen und die Orte Jüchsen, Neubrunn und Ritschenhausen.
Etwa 40 Prozent des Einzugsgebietes der Jüchse/Parthe trägt ihr linker Nebenfluss Bibra bei, dessen Einzugsgebiet im Westen, Süden und Osten von dem des Mains umschlossen wird. Bis zum Zufluss der Bibra etwa 3 km oberhalb der Mündung in die Werra hat die Jüchse ein Einzugsgebiet von 52,1 km² angesammelt, die Bibra fügt dem weitere 41,5 km² hinzu. Nach der Bibra fließt auch noch kurz vor der Jüchse-Mündung der Bauerbach zu, der vom Dorf Bauerbach der Gemeinde Grabfeld herkommt und zuunterst im Speicher Bauerbach angestaut wird.

### Zuflüsse und Seen
Hierarchische Liste der Zuflüsse und Seen, jeweils vom Ursprung zur Mündung. Auswahl.
- Wippach, von links und Südwesten bei Exdorf
- Durchläuft den Speicher Jüchsen vor Jüchsen
- Bibra, von links und Süden zwischen Neubrunn und Ritschenhausen, 12,7 km und 41,5 km²
  - Aspengraben, von links und Westen gegenüber Wolfmannshausen
  - Röste, von rechts und Südosten bei Bibra
    - Graulache, von rechts und Nordosten
- Bauerbach, von links und Südwesten am Gewerbegebiet nach Ritschenhausen
  - Durchläuft den Speicher Bauerbach vor dem Gewerbegebiet